# La lluvia es también no verte
La lluvia es también no verte  es un documental argentino de 2015 escrito y dirigido por Mayra Bottero donde se retrata una de las luchas sociales más importantes de la última década: la búsqueda de justicia que iniciaron sobrevivientes y familiares de víctimas de Cromañón. La película hizo su aparición en cartelera el 23 de julio del mismo año.

## Sinopsis
Documental acerca de una de las luchas sociales más importantes de los últimos diez años: la búsqueda de justicia que iniciaron sobrevivientes y familiares de víctimas de Cromañón, donde murieron 194 personas por culpa de la impunidad y la corrupción en democracia. A partir de los relatos sobre la historia transcurrida desde entonces, el film se pregunta: qué nos impulsa a construir futuro cuando perdimos lo que más amamos. 
A partir de los relatos sobre la historia transcurrida desde entonces, el film se pregunta: ¿qué nos impulsa a construir futuro cuando perdimos lo que más amamos?